# Canyon SRAM Racing/Saison 2021
Diese Liste beschreibt den Kader und die Erfolge des Radsportteams Canyon SRAM Racing in der Saison 2021.

## Kader
| Teamkader 2021                            | Teamkader 2021     | Teamkader 2021         | Teamkader 2021                              |
| Name                                      | Geburtsdatum       | Land                   | Vorheriges Team                             |
| ----------------------------------------- | ------------------ | ---------------------- | ------------------------------------------- |
| Alena Amjaljussik                         | 6. Februar 1989    | Belarus                | Astana BePink Womens (2014)                 |
| Alice Barnes                              | 17. Juli 1995      | Vereinigtes Königreich | Drops (2017)                                |
| Hannah Barnes                             | 4. Mai 1993        | Vereinigtes Königreich | UnitedHealthcare (2015)                     |
| Neve Bradbury                             | 11. April 2002     | Australien             |                                             |
| Elise Chabbey                             | 24. April 1993     | Schweiz                | Équipe Paule Ka (2020)                      |
| Tiffany Cromwell                          | 6. Juli 1988       | Australien             | Orica-AIS (2013)                            |
| Chloé Dygert                              | 1. Januar 1997     | Vereinigte Staaten     | Sho-Air Twenty20 (2020)                     |
| Ella Harris                               | 18. Juli 1998      | Neuseeland             | Mike Greer Homes Womens Cycling Team (2018) |
| Mikayla Harvey                            | 7. September 1998  | Neuseeland             | Équipe Paule Ka (2020)                      |
| Lisa Klein                                | 15. Juli 1996      | Deutschland            | Cervélo Bigla (2017)                        |
| Hannah Ludwig                             | 15. Februar 2000   | Deutschland            |                                             |
| Katarzyna Niewiadoma                      | 29. September 1994 | Polen                  | WM3 (2017)                                  |
| Alexis Magner                             | 18. September 1994 | Vereinigte Staaten     | UnitedHealthcare (2015)                     |
| Omer Shapira                              | 9. September 1994  | Israel                 | Cylance (2018)                              |
|                                           |                    |                        |                                             |
| Quellen: ProCyclingStats Cycling Archives |                    |                        |                                             |

## Siege
| Siege    | Siege                                                         | Siege              | Siege  | Siege             | Siege |
| Datum    | Rennen                                                        | Staat              | Klasse | Siegerin          |       |
| -------- | ------------------------------------------------------------- | ------------------ | ------ | ----------------- | ----- |
| 8. Mai   | Setmana Ciclista Valenciana, 3. Etappe                        | Spanien            | 2.1    | Alice Barnes      |       |
| 5. Jun.  | Tour de Suisse Women, 1. Etappe                               | Schweiz            | 2.1    | Elise Chabbey     |       |
| 17. Jun. | US-amerikanische Meisterschaften, Einzelzeitfahren der Frauen | Vereinigte Staaten | CN     | Chloé Dygert      |       |
| 19. Jun. | Israel National Road Cycling Championships - Women RR         | Israel             | CN     | Omer Shapira      |       |
| 24. Jun. | Belgium Tour, 2. Etappe                                       | Belgien            | 2.1    | Alena Amjaljussik |       |
| 8. Jul.  | Baloise Ladies Tour, Prolog                                   | Niederlande        | 2.1    | Lisa Klein        |       |
| 10. Jul. | Baloise Ladies Tour, 2. B Etappe                              | Belgien            | 2.1    | Lisa Klein        |       |
| 11. Jul. | Baloise Ladies Tour, Gesamtwertung                            | Niederlande        | 2.1    | Lisa Klein        |       |